# Fiskalna blagajna
Fiskalna blagajna u Hrvatskoj je certificirano programsko rješenje, a ne uređaj. Vladinom odlukom u Hrvatskoj se od 1. siječnja 2013. godine fiskalizacija provodi preko „prijenosa podataka elektronički – softverskim rješenjem“. Zakonom o fiskalizaciji, koji bi trebao stupiti na snagu i početi se primjenjivati od 1. siječnja 2013. godine, propisuje se obveza izdavanja računa preko elektroničkih naplatnih uređaja izravno povezanih s Poreznom upravom. Pri tome se pojam gotovinske naplate definira šire od dosadašnjih definicija, pa se osim izravne predaje novčanica pod gotovinskom naplatom smatra i plaćanje čekovima, kreditnim karticama i drugim sredstvima plaćanja, sve osim izravnog plaćanja preko transakcijskih bankovnih računa. Obveznici provođenja fiskalizacije su pravne i fizičke osobe obveznici poreza na dobit i fizičke osobe obveznici poreza na dohodak od samostalne djelatnosti.